# Chen Yi
Chen Yi (chinês simplificado: 陈毅, pinyin: Chén Yì, Wade–Giles: Chen I; 26 de agosto de 1901 - 6 de janeiro de 1972) foi um comandante militar e político do Partido Comunista Chinês. Serviu como prefeito de Xangai de 1949 a 1958 e como ministro das Relações Exteriores da China de 1958 a 1972. 

## Biografia

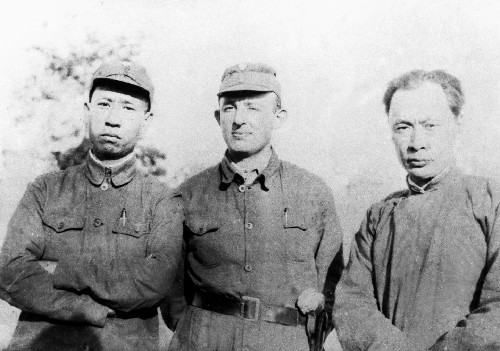
Jakob Rosenfeld (centro), Liu Shaoqi (esquerda) e Chen Yi (direita)

Chen nasceu no condado de Lezhi, próximo a Chengdu, província de Sichuan, em uma família de magistrados relativamente abastada. 

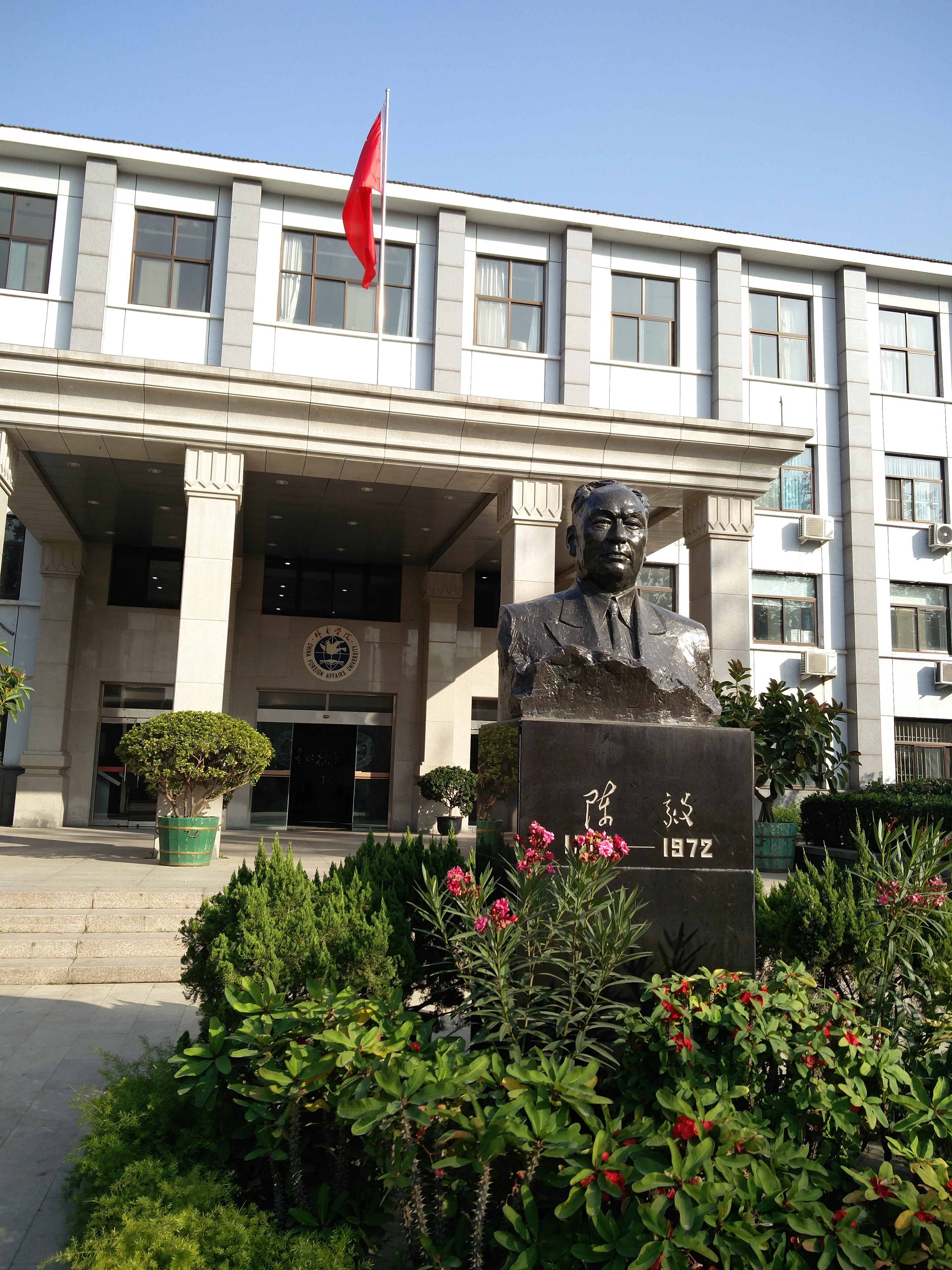
Busto de Chen Yi no campus da Universidade de Relações Exteriores da China.

Camarada de Lin Biao em seus dias de guerrilha, Chen foi comandante do Novo Quarto Exército durante a Guerra Sino-Japonesa (1937-1945), liderou a contraofensiva de Shandong durante a Guerra Civil Chinesa e posteriormente comandou as forças Comunistas que derrotaram o Kuomintang durante a Campanha Huaihai e conquistaram a região inferior do Rio Yangtze em 1948-49. Tornou-se Marechal do Exército de Libertação Popular em 1955. 
Após a fundação da República Popular da China, Chen tornou-se prefeito de Xangai. Também serviu como vice-primeiro-ministro de 1954 a 1972, ministro das Relações Exteriores de 1958 a 1972 e presidente da Universidade de Relações Exteriores da China de 1961 a 1969. Como vice-primeiro-ministro, esteve presente durante o rompimento das relações Sino-Soviéticas. Em agosto de 1960, Chen Yi tentou aliviar as tensões com os soviéticos, declarando em um momento ao embaixador soviético em Pequim que Moscou deveria parar de "romper a amizade entre as duas nações", e duas semanas depois ao vice-ministro de Relações Exteriores soviético que Moscou e Pequim deviam ambos tentam salvar a aliança. Sofreu diversas críticas em 1967 durante a Grande Revolução Cultural Proletária, mas não foi demitido, com Zhou Enlai desempenhando  as funções de ministro das Relações Exteriores em seu lugar. Foi membro do 8º Politburo entre 1956 e 1967 mas não foi admitido no 9º Politburo (1969), embora fosse membro do 9º Comitê Central. 

Após a morte do marechal Lin Biao em 1971, Chen retomou algumas funções, embora não tivesse seu antigo poder. Mao Zedong compareceu ao funeral de Chen em 1972, sendo essa a sua última aparição pública e primeira aparição no funeral de alguém durante a Revolução Cultural. 